# Vichtenstein
Vichtenstein je obec v rakouské spolkové zemi Horní Rakousy, v okrese Schärding. Území obce se rozkládá nad řekou Dunaj v blízkém sousedství s Německem. Nejvýše položeným místem v katastru obce je vrch Haugstein 895 m n. m.
K 1. lednu 2024 zde žilo 626 obyvatel.

## Administrativní členění
K 1. lednu 2024 obce sestávala ze tří místních částíː Kasten (183 obyvatel), Vichtenstein (413 obyvatel) včetně Bergu a Kothau, Wenzelberg (30 obyvatel) včetně Oberweinbrunn a Unterweinbrunn.

## Historie
V katastru je doloženo římské osídlení, území tehdy náleželo do římské provincie Noricum. Jeden římský kamenný reliéf je zazděn do stěny hradu.
Dominantou obce je hrad Vichtenstein, který byl postaven na skále nad Dunajem kolem roku 1100 a patřil do hrabství Formbach. První písemná zmínka je z roku 1116, kdy se hrabě z Formbachu tituloval také „von Vichtenstein“. Stavebníkem prvního hradu byl pravděpodobně Jindřich II. z Formbachu, který zemřel v roce 1090. Hedvika z Vichtensteinu z rodu Formbachů přinesla vichtensteinské panství jako věno svému manželovi, hraběti Engelbergovi z Hallu a Wasserburgu. Hrabě Konrád z Wasserburgu a Vichtensteinu v roce 1217 doprovázel uherského krále Ondřeje II. na páté křížové výpravě do Svaté země. Na zpáteční cestě zamířil do Egypta. Finanční prostředky získal zástavou za svůj hrad Vichtenstein s veškerým rozsáhlým majetkem v horním a dolním údolí Kößlbachu pasovskému biskupovi Ulrichovi. Vazalové a loupeživí rytíři hrad následně zdevastovali.
Pasovští biskupové dali hrad do správy purkrabímu a městu. V roce 1370 dostali hrad a panství dát do zástavy šlechtici ze Schaunbergu. Po jejich porážce se Vichtenstein vrátil do pasovské diecéze. V letech 1661–1782 obec patřila k Římské říši, během Napoleonovy okupace k Bavorsku a od roku 1816 opět k Hornímu Rakousku. 

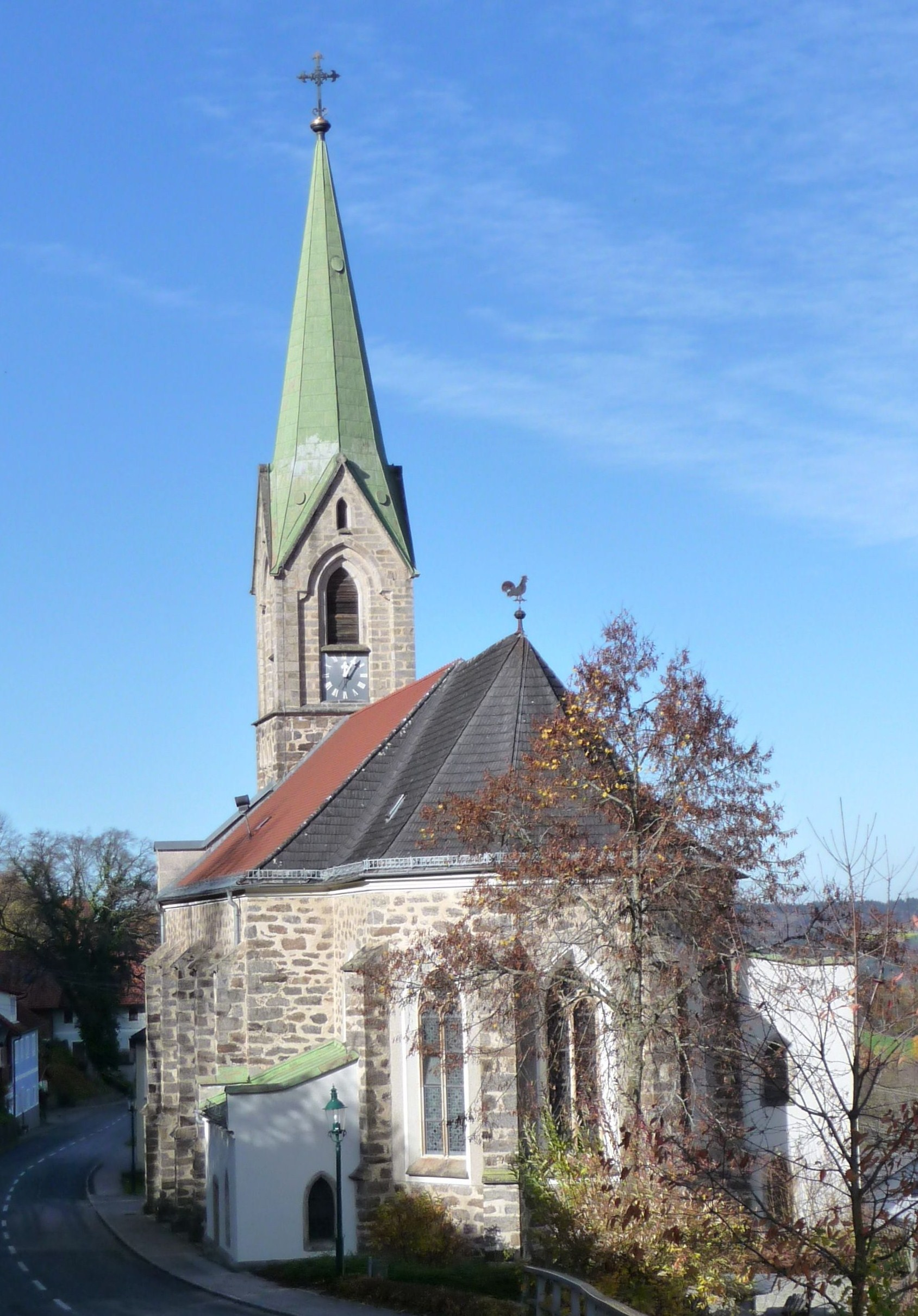
farní kostel sv. Hipolyta

## Památky

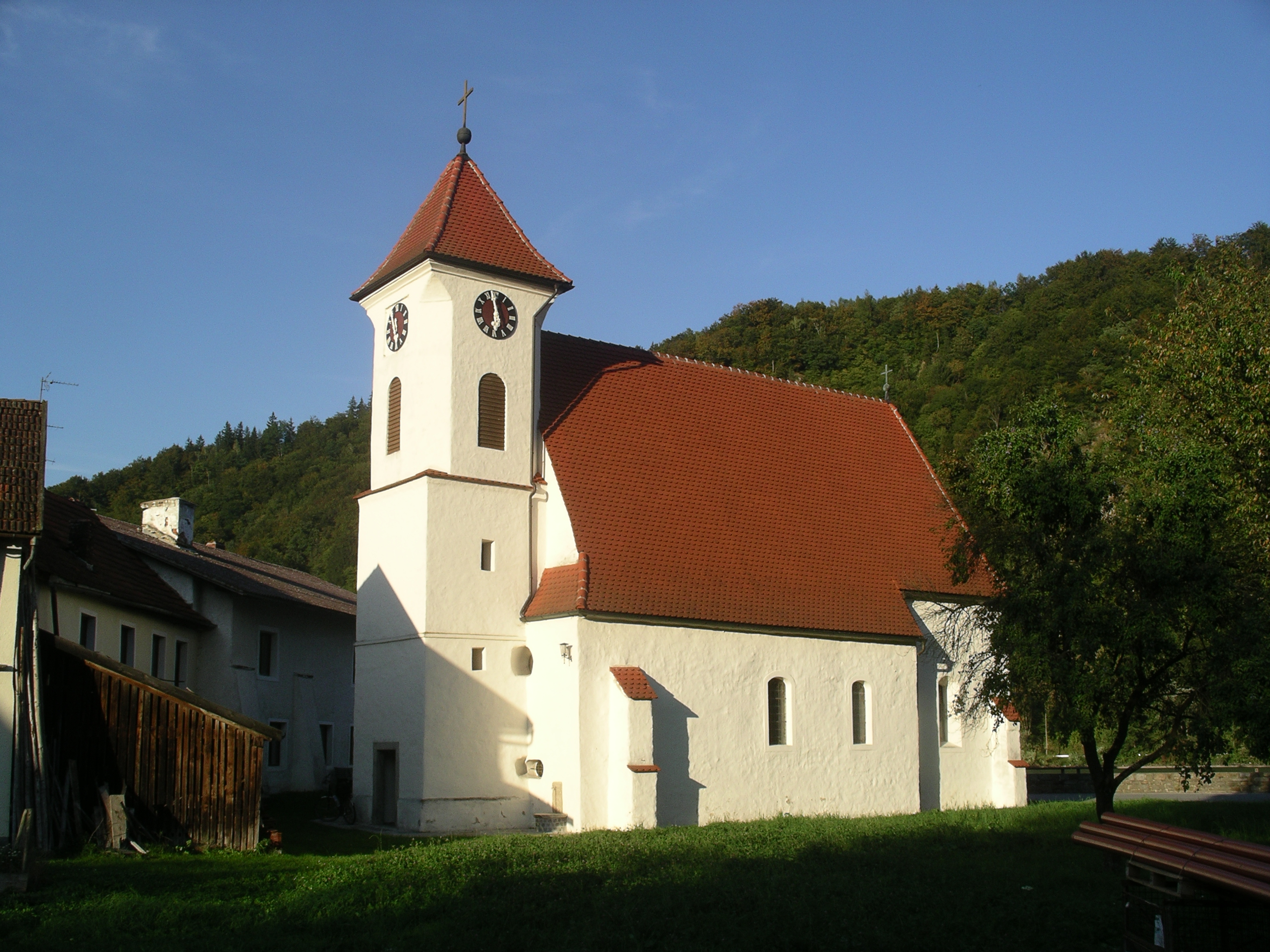
Kostel sv. Jakuba v Kastenu

- Hrad Vichtenstein – středověká stavba, založen před rokem 1090, interiéry nepřístupné
- Farní kostel svatého Hipolyta – dvoulodní novogotický halový chrám z let 1877–1880
- Filiální kostel sv. Jakuba – v místní části Kasten, raně gotická stavba, založená kolem roku 1200; na vnější stěně vsazen renesanční mramorový reliéf skupiny Ukřižování z roku 1548.

## Turistické cíle
- Haugstein – horská chata
- Dunjská turistická stezka Donau-Höhenwanderweg
- Dunajská cyklostezka Donau-Radweg
- Přehrada při vodní elektrárně Jochenstein v Kastenu
- Přístav rekreačních lodí v Kastenu
- Zimní lyžařské středisko bylo zrušeno v roce 2012